# Knight's Key

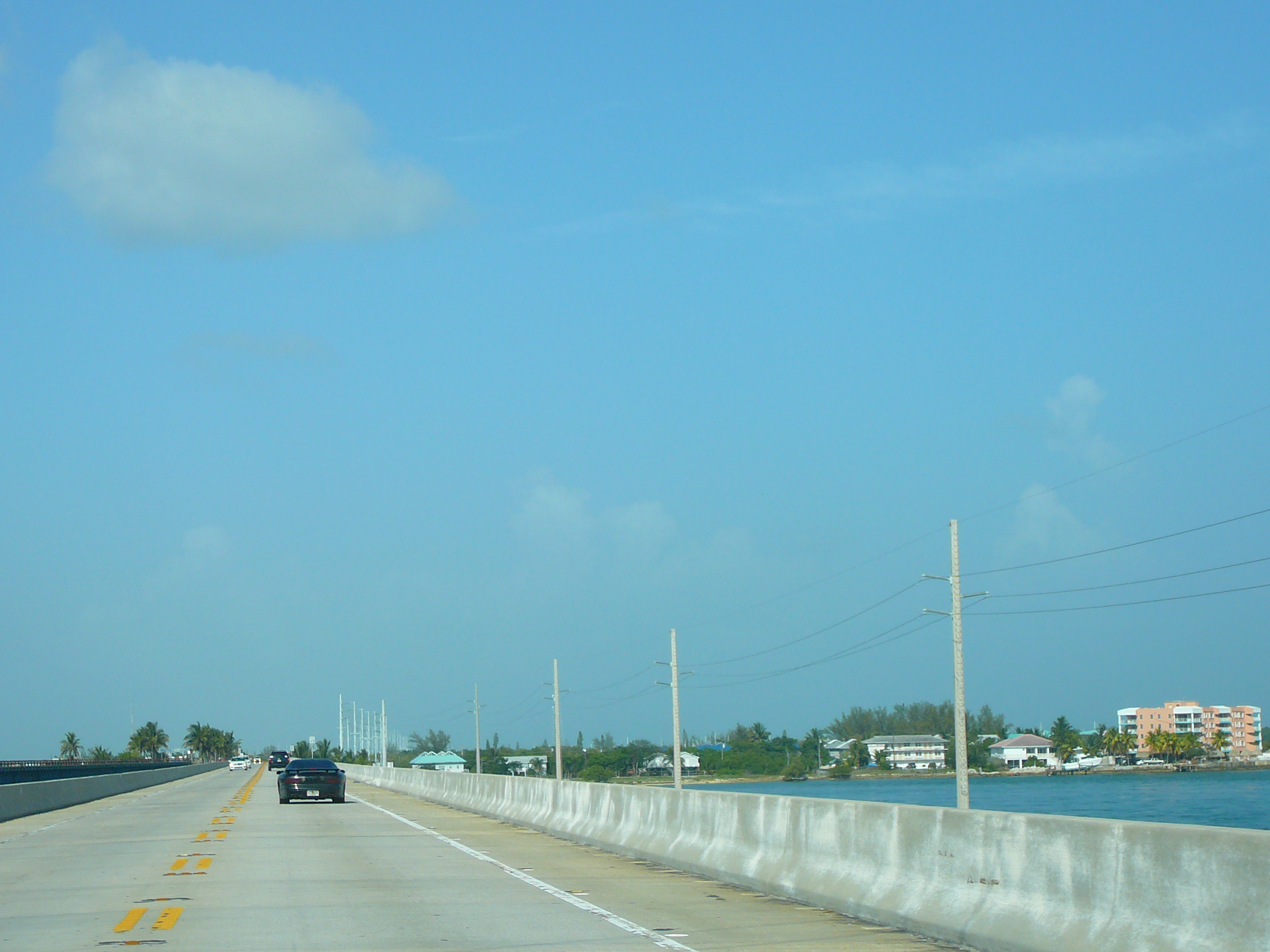
Vue de la côte occidentale de Knight's Key depuis le Seven Mile Bridge.

Knight's Key est une île du golfe du Mexique faisant partie des Middle Florida Keys. Elle est située à l'ouest de Key Vaca, à l'extrémité est du Seven Mile Bridge. L'île fait partie de la commune de Marathon dans le comté de Monroe. Elle doit son nom au premier colon qui s'y installa, un certain Mr Knight.